# حي المجمع الصناعي (صنعاء)

تعديل مصدري - تعديل

حي المجمع الصناعي أحد أحياء مديرية الوحدة في مدينة صنعاء اليمنية، بلغ عدد سكانه 8211 نسمة حسب التعداد السكاني في اليمن لعام 2004.

## الحارات
| الحارة           | عدد المساكن | عدد الأسر | الذكور | الأناث | الإجمالي |
| ---------------- | ----------- | --------- | ------ | ------ | -------- |
| حارة الكظمة      | 388         | 370       | 1287   | 1062   | 2349     |
| حارة مدرسة بغداد | 990         | 957       | 3173   | 2689   | 5862     |
| الإجمالي         | 1378        | 1327      | 4460   | 3751   | 8211     |